# Comité international d'études morisques
Le Comité international d'études morisques (CIEM), fondé le 21 septembre 1983, a pour objectifs « d'encourager, de faciliter, de coordonner et de publier les travaux et recherches en moriscologie ».

## Historique
Le CIEM est un groupe de chercheurs fondé le 21 septembre 1983  pendant le deuxième congrès international d'études morisques tenu à Tunis.
Le document constitutif a été signé par une cinquantaine de chercheurs et historiens dont : 
- Marquez Villanueva, Rafael Carrasco, Juan Aranda Doncel, Nicolas Cabrillana, Rodolfo Gil Grimau, Álvaro Galmés de Fuentes, Guillermo Gozalbes Busto et Juan Bautista Villar (Espagne) ;
- Nacereddine Saïdouni (Algérie) ;
- Abdeljelil Temimi et Mohamed Néjib Ben Jmia (Tunisie) ;
- Ahmed Boucharb, Hussein Bouzineb et Mohamed Razouq (Maroc) ;
- Louis Cardaillac, Bernard Vincent et Yvette Cardaillac Hermosilla (France) ;
- Luce Lopez Baralt et Maria Narvaez-Cordova (Porto Rico).

## Comité directeur
Le comité directeur constitué le 21 mai 2009 est composé comme suit :
- Abdeljelil Temimi (Tunisie), président ;
- Luce Lopez Baralt (Porto Rico), secrétaire général ;
- Ahmed Abi-Ayed (Algérie), membre ;
- Gamal Abderrahman (Égypte), membre ;
- Fadoua Heziti (Maroc), membre ;
- Maria Térésa Narvaez (Porto Rico), membre ;
- Deux autres membres (français et espagnol) ;
- Louis Cardaillac (France), président honorifique.

## Activités
En étroite collaboration avec la Fondation Temimi pour la recherche scientifique et l'information, le CIEM organise tous les deux ans, à Tunis, un congrès international d'études morisques dont le 14e s'est tenu du 20 au 22 mai 2009.